# Ходоронжек
Ходоронжек (пол. Chodorążek, нім. Kodern) — село в Польщі, у гміні Ліпно Ліпновського повіту Куявсько-Поморського воєводства.
Населення — 319 осіб (2011).
У 1975-1998 роках село належало до Влоцлавського воєводства.

## Демографія
Демографічна структура станом на 31 березня 2011 року:
|          | Загалом | Допрацездатний вік | Працездатний вік | Постпрацездатний вік |
| -------- | ------- | ------------------ | ---------------- | -------------------- |
| Чоловіки | 154     | 27                 | 115              | 12                   |
| Жінки    | 165     | 40                 | 81               | 44                   |
| Разом    | 319     | 67                 | 196              | 56                   |